# اولکساندر چورنومورتس
اولکساندر چورنومورتس (اوکراینی: Олександр Сергійович Чорноморець؛ زادهٔ ۵ آوریل ۱۹۹۳) بازیکن فوتبال اهل اوکراین است.
از باشگاه‌هایی که در آن بازی کرده‌است می‌توان به باشگاه فوتبال دینامو کی‌یف اشاره کرد.
وی همچنین در تیم‌های ملی فوتبال Ukraine national under-18 football team و Ukraine national under-19 football team بازی کرده‌است.